# Gelu Popescu
Gelu Popescu (n. 19 septembrie 1958)  este un fost jucător român de fotbal. A jucat în 1988 în meciul Oțelul - Juventus Torino, din primul tur al Cupei UEFA.
A jucat pentru echipele:
- FCM Galați (1979-1981)
- FCM Siderurgistul Galați (1981-1982)
- Oțelul Galați (1982-1994)